# Sông Đông (Nga)

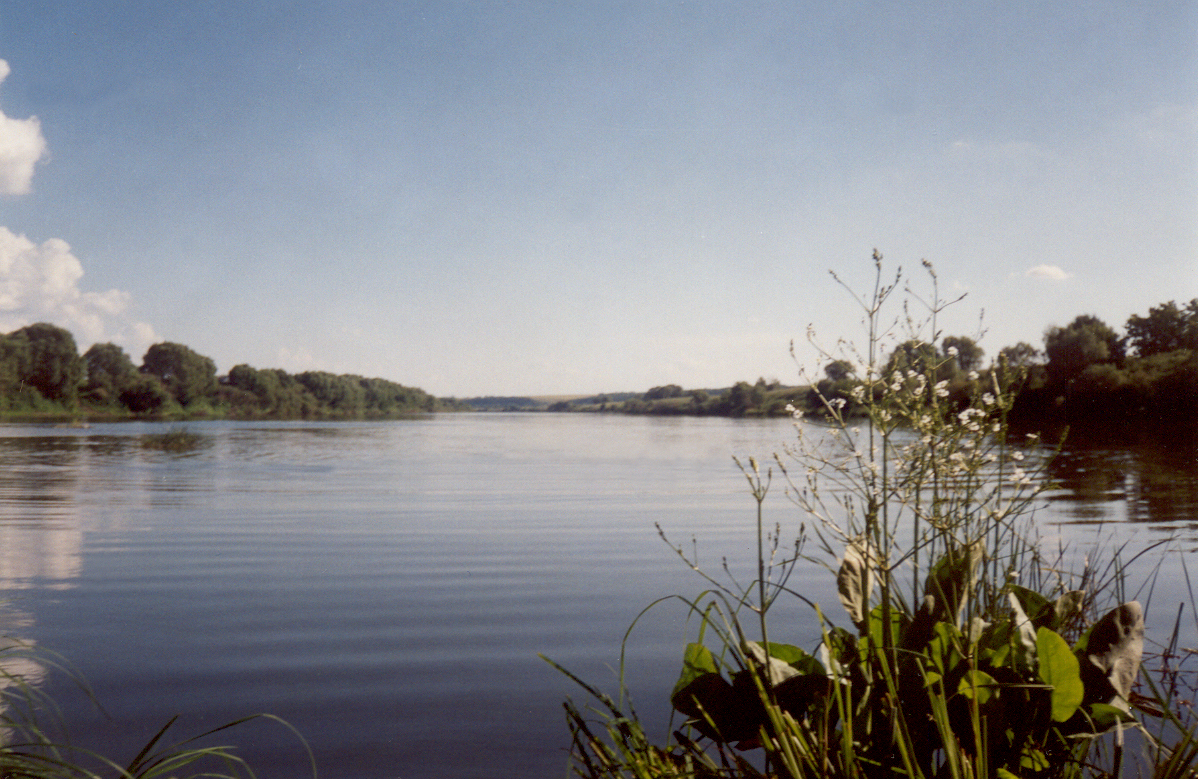
Sông Đông đoạn gần Yelets thuộc tỉnh Lipetsk, Nga.

Sông Đông, tức sông Don (tiếng Nga: Река Дон, phiên âm Latinh: Reka Don), là một con sông chính thuộc phần châu Âu của Nga. Nó bắt đầu từ khu vực gần Tula, đông nam Moskva, và có dòng chảy kéo dài khoảng 1.950 km (1.220 dặm) tới biển Azov. Thượng nguồn trước đây là hồ chứa nước Shatskoe ở phía bắc thành phố Novomoskovsk tỉnh Tula, nhưng sau này bị ngăn lại bởi có một tuyến đường sắt đi qua đây. Đầu nguồn hiện nay nằm trong một công viên cách đó 2–3 km về phía đông (suối Urvanka); cửa sông là vịnh Taganrog của biển Azov.

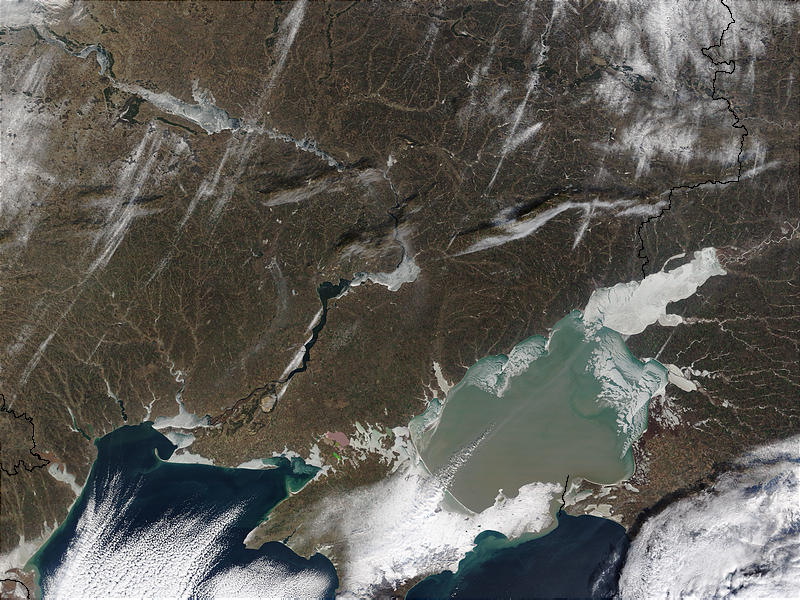
Cửa biển sông Đông

Từ đầu nguồn của nó, con sông này ban đầu chảy theo hướng đông nam tới Voronezh, sau đó chảy theo hướng tây nam tới cửa sông. Thành phố chủ yếu trên bờ sông này là thành phố Rostov trên sông Đông- thủ phủ tỉnh Rostov, sông nhánh chính của nó là sông Donets. Tại Rostov trên sông Đông nó tạo ra một vùng châu thổ diện tích 340 km².
Từ Golubinskaia tới Volgodonsk có hồ chứa nước Tsimljanskoe diện tích 2.600 km² (từ năm 1952). Vận tải thủy bắt đầu từ cửa sông Sosna (1.604 km), vận tải thủy thường xuyên từ thành phố Liska (1.355 km).
Từ điểm xa nhất về phía đông, nó chảy gần sông Volga. Kênh Volga-Don với chiều dài khoảng 105 km (65 dặm) nối hai con sông này từ năm 1952 và là một tuyến đường thủy quan trọng.
Một phần của con sông này đã trải qua các trận chiến trong chiến dịch Uranus, một trong những mốc quyết định của Thế chiến thứ hai.
Sông Đông đã được người Scythia biết đến như là Tanaïs - nghĩa là nước, và đã từng là tuyến thương mại chính từ thời đó. Tanais xuất hiện trong các tư liệu của người Hy Lạp cổ đại như là tên gọi của con sông và thành phố trên bờ sông này.

## Các sông nhánh quan trọng
- Chảy ở hữu ngạn: Neprjadva, Krasivaja Metcha, Sosna (đôi khi để phân biệt với Tikhaja Sosna thì người ta gọi là Bưstraja Sosna), Tikhaja Sosna, Chjornaja Kalitva, Chir, Severnưi Donets
- Chảy ở tả ngạn: Voronezh, Bitjug, Khopjor, Medveditsa, Ilovlja, Sal, Zapadnưi Manưtch

## Các thành phố
- Ở bờ trái: Novomoskovsk, Epifanj, Dankov, Lebedjanj, Zadonsk, Semiluki, Novovoronezh, Liski, Pavlovsk, Kalatch-na-Donu, Volgodonsk, Semikarakovsk, Rostov trên sông Đông(Rostov na Donu), Azov.
- Ở bờ phải là Aksae — Novocherkassk.